# Dead Again (álbum de Type O Negative)
Dead Again es el séptimo y último álbum de la banda estadounidense Type O Negative, lanzado por el sello Steamhammer en 2007. En esta ocasión, la banda usa baterías de estudio en lugar de una caja de ritmos por primera vez desde su tercer álbum, Bloody Kisses. Por lo tanto, sigue siendo el único álbum de Type O Negative con la interpretación real de Johnny Kelly, ya que solo fue "acreditado" como el baterista en los tres álbumes anteriores a Dead Again. Con más de 77 minutos de duración, este es el álbum de estudio más largo de la banda.
En su arte gráfico, el CD está saturado de referencias a la muerte y a la familia real rusa, mostrando una fotografía del ocultista y monje Grigori Rasputín en portada, y una imagen de las duquesas Olga, Tatiana, María y Anastasia Nikoláyevna en contraportada. Las letras están en una fuente cirílica falsa. 
La recepción de Dead Again fue principalmente positiva y resultó en las posiciones más altas de la banda en listas estadounidenses en su historia. La canción "Halloween in Heaven" es un tributo a Dimebag Darrell, quien fue asesinado tres años antes del lanzamiento del álbum. También hay canciones cuya temática 
refleja el redescubrimiento de la fe católica por parte de su líder Peter Steele, ejemplificado en la ambigüedad religiosa de temas como «Profits of Doom» (proyectado como título del álbum en un primer momento) o «An Ode To Locksmiths», así como en las alusiones antiabortistas de «These Three Things». En palabras del guitarrista y amigo de Steele, Kenny Hickey:

Sus letras [en Dead Again] son algo confusas. Tocan algo de mitología religiosa y demás pero, en mi opinión, creo que simplemente estaba siendo honesto. Estaba siendo honesto respecto a sus propios delirios de aquella época y sus propias pesadillas, y poniéndolas negro sobre blanco. Y esas letras dejan ver realmente el caos que vivía su mente por entonces.

El álbum fue relanzado en febrero de 2008, con un DVD que incluye presentaciones en vivo, entrevistas y vídeos musicales. También se lanzó un conjunto de cajas de vinilo 3LP que incluía varios artículos de colección.
Dado que fue lanzado bajo un sello diferente, Dead Again es el único álbum de estudio que no se incluyó en muchos de los lanzamientos de compilación de la banda, incluida The Complete Roadrunner Collection de 2013 que abarca los álbumes publicados desde 1991 hasta 2003, y el set de caja None More Negative de 2019. Tampoco está disponible en servicios de streaming como iTunes. Siendo Spotify y Deezer las últimas en obtener los derechos del álbum Dead Again para poder añadirlas a sus plataformas.
Curiosamente, Peter Steele (Peter Ratajczyk; neoyorquino y, en parte, de origen ruso), líder, cantante y bajista de la banda, moriría tres años después, el 14 de abril de 2010. Los demás miembros del grupo dieron por cerrada la historia de la banda tras su deceso.

## Lista de canciones
1. «Dead Again» – 4:15
2. «Tripping a Blind Man» – 7:04
3. «The Profits of Doom» – 10:47
4. «September Sun» – 9:46
5. «Halloween in Heaven» – 4:50
6. «These Three Things» – 14:21
7. «She Burned Me Down» – 7:54
8. «Some Stupid Tomorrow» – 4:20
9. «An Ode to Locksmiths» – 5:15
10. «Hail and Farewell to Britain» – 8:55

### Disco Exclusivo de Best Buy
Los bonus tracks fueron tomados del DVD en vivo Symphony for the Devil.
| No. | Título                                                                                            | Length |
| --- | ------------------------------------------------------------------------------------------------- | ------ |
| 1.  | "Everything Dies"/"My Girlfriend's Girlfriend"                                                    |        |
| 2.  | "Are You Afraid"/"Gravitational Constant"                                                         |        |
| 3.  | "Christian Woman" (labeled as "Christian Women" on the case, contains the "Black Sabbath" intro.) |        |
| 4.  | "Love You to Death"                                                                               |        |
| 5.  | "Black No.1 (Little Miss Scare-All)"                                                              |        |

### Edición Especial de DVD
| No. | Título                                             | Length |
| --- | -------------------------------------------------- | ------ |
| 1.  | "Anesthesia (Live At Wacken Open Air 2007)"        |        |
| 2.  | "Christian Woman (Live At Wacken Open Air 2007)"   |        |
| 3.  | "Love You to Death (Live At Wacken Open Air 2007)" |        |
| 4.  | "Kill You Tonight (Live At Wacken Open Air 2007)"  |        |
| 5.  | "The Profit of Doom (Music Video)"                 |        |
| 6.  | "September Sun (Music Video)"                      |        |

## Caja de Vinilos LP Edición Limitada
El set de cajas de vinilo viene con una camiseta, un folleto de 12 páginas y un disco DVD que contiene las mismas imágenes en vivo y vídeos musicales que el DVD exclusivo de Best Buy, una entrevista y el álbum completo en formato MP3. Dos de los discos de vinilo reales son rojos y uno es el negro estándar. La caja en sí viene en la versión roja de la portada.

## Empaquetado
El CD viene en un estuche estándar con una bandeja transparente, este se pliega en forma de cruz con la cabeza de Rasputin en la parte superior. La bandeja de medios tiene las palabras "Снова Мертвый" (Dead Again) visibles debajo junto con la información de la autopsia de Rasputin, la fotografía en la parte posterior fue tomada en 1906, mostrando a cuatro mujeres jóvenes de la familia zarista, identificadas de izquierda a derecha como las grandes duquesas Olga, Tatiana, Maria y Anastasia Nikolaevna.

## Personal
- Peter Steele – Voz principal, bajo eléctrico
- Kenny Hickey – Guitarras, coros, co-voces principales en "September Sun", “The Profit Of Doom”, "Halloween in Heaven", "These Three Things", "Some Stupid Tomorrow" y "An Ode to Locksmiths"
- Josh Silver – Teclados, Sintetizador, Efectos de Sonido, coros
- Johnny Kelly – Batería